# Taposiris Magna
El nom Taposiris Magna es refereix al nom d'una ciutat així com al d'un temple egipci establert pel faraó Ptolemeu II Filadelf entre 280 i 270 ae. Segons Plutarc, el temple es refereix a la tomba d'Osiris, que és la traducció del nom.
Després que Alexandre el Gran conquistara Egipte l'any 332 aC i hi establira la seua ciutat (anomenada Alexandre i després Alexandria), la ciutat de Taposiris Magna s'havia convertit en el centre del festival religiós de Khoikhoi. El 1798 Napoleó arribà a Egipte i efectuà una recerca arqueològica a la ciutat d'Alexandria i Taposiris Magna. Quan el 1801 l'Imperi Otomà ocupà la ciutat, el governador Muhàmmad Alí decidí reconstruir la ciutat moderna d'Alexandria sobre les ruïnes de la ciutat vella. Al segle xx, les excavacions es realitzaren sota el mandat del governador imperial italià, Evarist Breccia. Calisthenis declarà que Alexandre el Gran visità la ciutat de l'oasi de Siwa, donant suport a la teoria que degué haver-hi una ciutat en el període hel·lenístic.

## Funció comercial

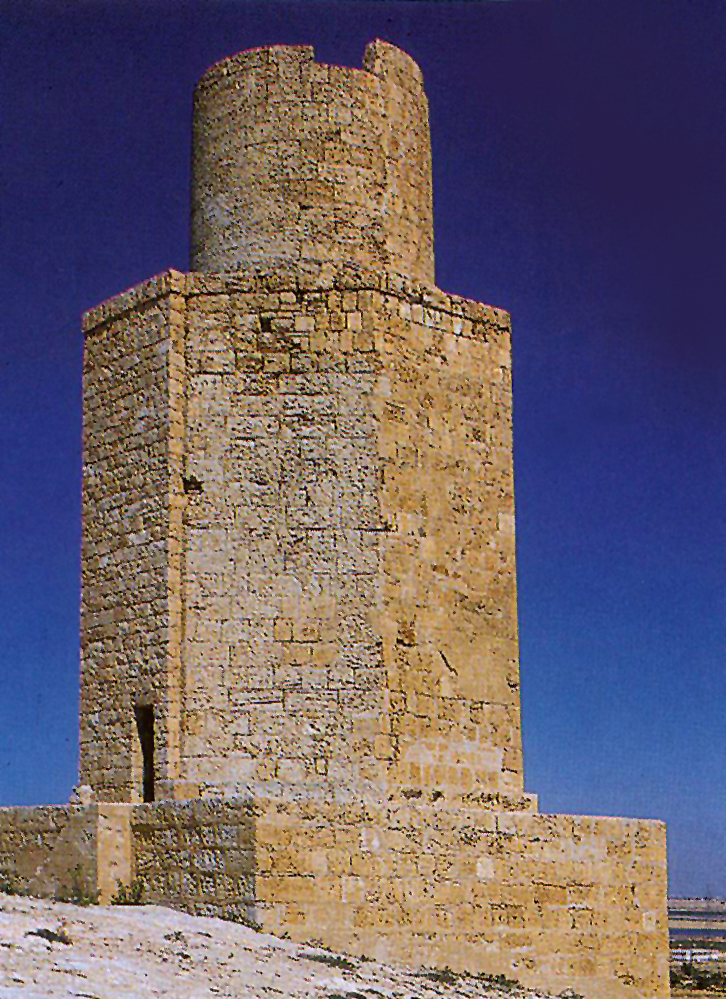
Ruïnes del ″Far″

La ciutat se situava en el braç navegable de l'ara sec i fora de la base de l'antiga llacuna Mareòtida. La grandària de la llacuna planteja la importància del paper que el port jugaria en el comerç entre Egipte i Líbia. Els comerciants de l'oest podrien utilitzar el transport marítim fins al port i des d'allí prendre la ruta de la caravana. D'igual manera el comerç cap a Líbia podria utilitzar embarcacions a Taposiris i transportar mercaderia a ciutats de l'interior d'Egipte, malgrat que aquesta teoria també té els seus crítics. El vi produït en aquesta zona d'Egipte era també famós en aquest període.

## El temple i el far
En la cresta Atop Taenia, un aflorament de calcària que separa el mar de la llacuna Mareòtida, se situen dos monuments restaurats parcialment al 1930. Un és una torre utilitzada en la reconstrucció del far d'Alexandria i l'altre són les restes d'un temple d'Osiris que també és considerat el lloc on podria descansar Cleòpatra VII. En estudis sobre la torre plantegen que "la Torre d'Abusir" no era un far sinó una talaia. Degué construir-se durant la dinastia ptolemaica després de la construcció del far, i era només un monument funerari.

## Altres estructures de l'àrea
Tots dos edificis privats i públics han estat trobats a la zona al costat de cisternes i esglésies. La necròpoli mostra una varietat d'estils d'enterrament de sarcòfags a piràmides de columnes o pilastres. Aquest poblament antic fou ocupat del s. II ae al s. XVII de.
Diversos arqueòlegs han treballat en aquesta zona des de 1998. El 2010 hi descobriren unes enormes estàtues de granit del rei del període ptolemeu, i la porta original d'un temple dedicat al déu Osiris. Segons l'arqueòleg egipci Zahi Hawass l'escultura monumental, que representa una figura tradicional d'un antic faraó egipci amb coll i faldilla, podria representar Ptolemeu IV Filòpator, el faraó que construí el temple de Taposiris Magna. L'equip també hi trobà pedra calcària que degueren alinear l'entrada al temple. Una d'aquestes petges indica que l'entrada estava vorejada d'una sèrie d'estàtues d'esfinxs semblants a les de l'era faraònica. Darrere del temple es descobrí una necròpoli amb mòmies d'estil grecoromà. Les recerques inicials, digué el Dr. Hawass, indiquen que les mòmies se soterraren mirant cap al temple, la qual cosa significaria que al temple estaria enterrada una personalitat reial significativa, possiblement Cleòpatra VII.
L'expedició iniciada el 2002 autofinançada per l'advocada dominicana Kathleen Martínez, hi trobà 27 tombes, 20 de les quals amb forma de sarcòfags amb volta, parcialment subterranis i parcialment sobre el sòl. Les 7 restants en són escales que es dirigeixen a cambres d'enterrament senzilles. Dins d'aquestes tombes, l'equip trobà 10 mòmies, 2 d'elles daurades. El descobriment d'aquest cementeri indica que una persona important, probablement d'estatus reial, podria haver estat enterrada al temple. L'estil de les tombes descobertes indiquen que es construïren durant el període grecoromà. Martínez declara que l'expedició excavà un temple a Taposiris Magna dedicat a la dea Isis, i hi descobrí monedes amb la cara d'Alexandre el Gran. Trobaren pous profunds dins el temple, tres dels quals semblen haver utilitzats per a enterraments. És possible que aquests pous foren les tombes de persones importants, i els qui dirigeixen l'equip arqueològic creuen que Cleòpatra i Marc Antoni podrien haver estat enterrats en un pou profund semblant als descoberts dins el temple.
Martínez digué que l'expedició havia trobat un bell cap de Cleòpatra, juntament amb 22 monedes que duien la seua imatge. L'estàtua i les monedes la mostren com una bellesa, en contradicció amb la idea suggerida recentment per un curador del museu anglés. A més, les característiques del cap esculpit no mostren signes d'ascendència africana, la qual cosa contradiu una teoria recentment adduïda. L'equip també hi trobà molts amulets, juntament amb una bella estàtua sense cap que data del període ptolemaic. Entre les troballes més interessants hi ha una màscara única que representa un home amb un mentó partit. La cara té certa semblança amb els retrats coneguts del mateix Marc Antoni.
Un estudi de radar del temple de Taposiris Magna, a l'oest d'Alexandria s'afegí com a part de la cerca de la tomba de Cleòpatra i Marc Antoni. L'expedició del Consell Suprem d'Antiguitats que excavà el temple i rodalia, la dirigia Zahi Hawass, en aquell moment secretari general del SCA, i Kathleen Martínez, investigadora de República Dominicana.
El 2012 es comprovà que les ruïnes també havien estat afectades per la Segona batalla d'El Alamein. L'equip hi trobà algunes bombes sense esclatar així com restes carbonitzades d'italians i soldats de Nova Zelanda dins els túnels. El 2013, l'excavació es deturà, però Martínez pogué aconseguir més tard permís per continuar el seu treball al lloc.
El 2015 en un documental de televisió titulat "La Tomba Perduda de Cleòpatra", emès pel Canal 4 del Regne Unit, Martínez digué que estava segura que eren a prop de trobar-hi la tomba, possiblement en un racó del lloc on s'havien descobert dues tombes molt profundes. Esperava que el treball per investigar les probables tombes es reprendria quan la temporada oficial d'excavacions començara al 2016.